# Nino Borsari
Nino Borsari (* 14. Dezember 1911 in Cavezzo; † 31. März 1996 in Carlton) war ein italienischer Radrennfahrer und Olympiasieger.

## Sportliche Laufbahn

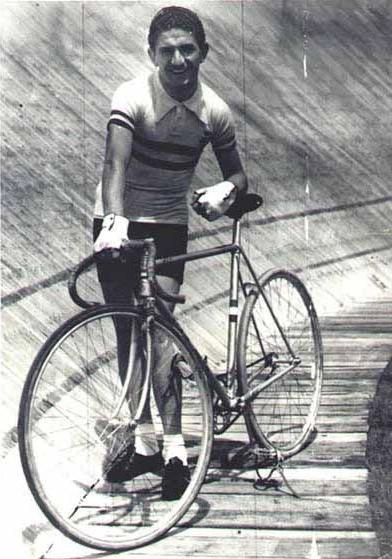
Nino Borsari (1932)

Nino Borsari stammte aus sehr ärmlichen Verhältnissen und war Waise. Er arbeitete für einen wohlhabenden Apotheker, der sein Talent erkannte und ihm gemeinsam mit einem weiteren Sponsor ein Rennrad kaufte. Bei den Olympischen Sommerspielen 1932 in Los Angeles gewann er gemeinsam mit Marco Cimatti, Paolo Pedretti und Alberto Ghilardi die Goldmedaille in der Mannschaftsverfolgung.  1934 wurde er Zweiter bei Milano–Modena, und 1935 gewann er den Circuito Emiliano–Lombardo.
Erfolge anderer Art feierte Borsari bei den Sechstagerennen im New Yorker Madison Square Garden. Obwohl er nie einen vorderen Platz belegte, war er als „Showman“ mit viel Charisma bei Veranstaltern und Publikum beliebt. 1934 startete er erstmals in Australien, gewann die Victorian Centenary Cycling Tour über 1700 Meilen und wurde auch dort bald sehr populär.

## Ein Italiener in Australien
Als Italien 1940 in den Zweiten Weltkrieg eintrat, befand sich Borsari in Australien. Da er als Gast  der Australian Cycling Federation in Australien geweilt hatte, wurde er von einer Internierung verschont, und nach Kriegsende blieb er dort. Im Jahr 1940 heiratete er die Opernsängerin Fanny Borsari, geborene Cester (1921–1988). Sie war die Tante von Alf, Jayney und Johnny Klimek. Er eröffnete zwei Geschäfte im Melbourner Stadtteil Carlton, wo schon damals viele Italiener lebten. Eins davon, Borsaris Emporium, in dem Haushalts- und weitere Waren aus Italien verkauft wurden, bestand 50 Jahre lang und wurde zum Treffpunkt des italienischen Viertels. Heute ist das Geschäft nicht mehr in Familienbesitz, dort befindet sich „Borsari’s Ristorante“. Ein zweites Geschäft, für Fahrräder, besteht noch heute.

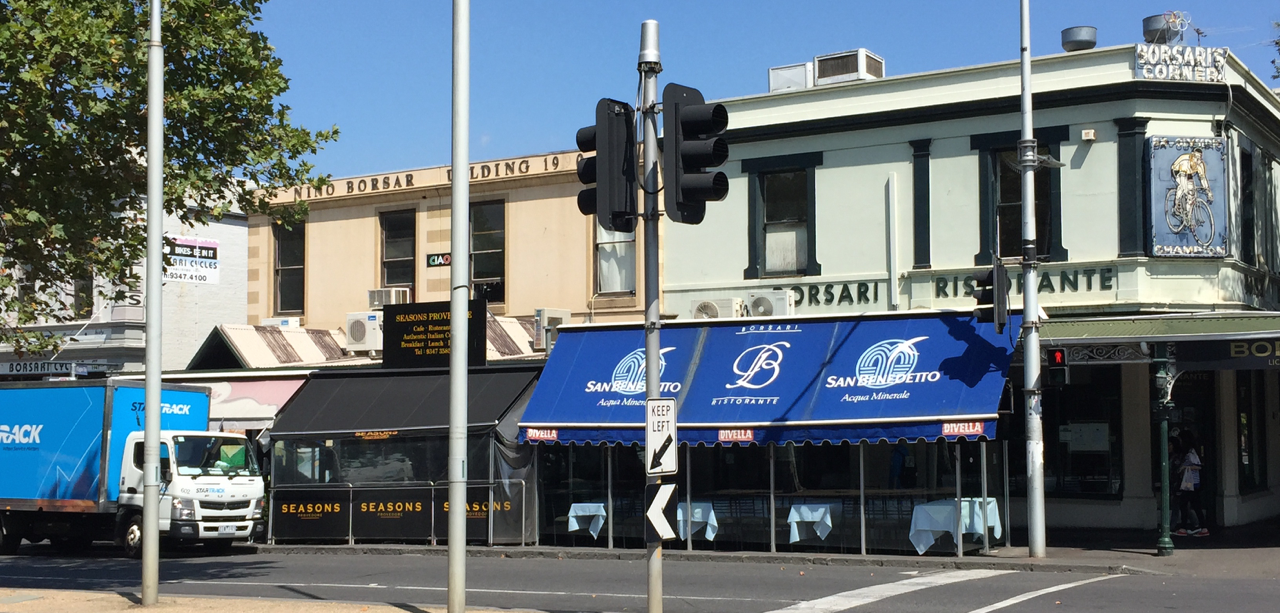
Borsari’s Corner (Carlton, Melbourne)

In Carlton engagierte sich Nino Borsari auf verschiedenen Ebenen für die dortige italienische Gemeinschaft. Er propagierte den Radrennsport in Australien, holte italienische Fahrer dorthin und gehörte zu den Mitbegründern und Gönnern des Juventus Soccer Clubs. Durch seine Hilfsbereitschaft bei der Integration von Italienern in Australien wurde er zu einer Art inoffizieller Bürgermeister und King of Carlton genannt.  Als Melbourne sich für die Olympischen Spiele 1956 bewarb, reiste Borsari mit der australischen Delegation nach London, um seinen Einfluss geltend zu machen. Die Abstimmung ging zugunsten Melbournes aus, mit einer Stimme Vorsprung auf Buenos Aires, was auch auf Borsaris Einsatz zurückgeführt wurde. Auch managte er Radfahrer, Boxer, Autorennfahrer, Künstler und Sänger, die aus Italien nach  Australien kamen.  1967 war er Gründungspräsident der Australian Boxing Federation.
Nino Borsari fuhr Rad, bis er 67 Jahre alt war; 1978 wurde er nach einem Unfall ohne Bewusstsein auf der Straße gefunden und lag zwei Wochen im Koma. Er brauchte Jahre, um sich davon zu erholen. Im Alter von 84 Jahren starb er an Krebs. Er hinterließ mit der „Borsari Collection“ wichtiges Material für die historische Forschung der italienischen Immigration nach Australien.

## Familie
1940 heiratete Nino Borsari Fanny Cester, die 1937 aus Italien nach Australien ausgewandert war; das Paar hatte zwei Kinder. Auch Fanny Borsari engagierte sich gesellschaftlich. So wurde sie in den 1950er Jahren die erste Präsidentin eines Fußball-Klubs, des Geelong Soccer Clubs, und sie war Präsidentin des Royal Children’s Hospital Italian Auxiliary.

## Ehrungen
Das Stadion mit Radrennbahn in seinem italienischen Heimatort Cavezzo ist nach Nino Borsari benannt.  In Italien wurde er mit dem  Titel Cavaliere geehrt.